# Аракловон
Аракловон (грец. Ἀράκλοβον, фр. Bucelet) — візантійський замок VIII століття, розташований в південно-західній Греції. Знаходиться при селі Мінфу, в районі Захаро, в західному Пелопоннесі. 

## Історія
Маленький, але дуже міцний замок Аракловон був побудований у важкодоступній гірській місцевості на висоті 980 метрів, в стратегічно важливому місці: з нього відкривався вид на єдиний прохід від Килина до Мессенії і Аркадії.
Під час Четвертого хрестового походу, володарем замку і його регіону був Доксапатріс Вуцарас. Хрестоносці вторглися в Мореї (Пелопоннес) і, зрозумівши важливість замку, хотіли завоювати його і приєднати до Ахейського князівства. Доксапатріс Вуцарас відмовився здатися і організував оборону.
У 1205 році армія хрестоносців під командуванням Гійома де Шамплітта напала на замок. Однак у боях, які проходили, гарнізон замку переміг їх. Блокада замку тривала 9 років, з великими втратами для лицарів. Часто і гарнізон Аракловона нападав на них. У цей час всі замки Мореї були завойовані, за винятком Аракловона.
Зрештою гарнізон Аракловона вирішив здатися в 1213 році після смерті Доксапатріса Вуцараса.
Далі замок згадується під час повстання жителів Скорти в 1264 році, і знову в кінці 1270-х років, коли Готфрі II Бріель, прагнучи отримати частину спадщини свого дядька Готфрі Бріеля, захопив замок. Потім він закликав візантійських греків Містри про допомогу, але їх зупинив франкський "капітан Скорти", Симон Відойнський, і  Готфрі II Бріель був змушений капітулювати.
У 1391 році зафіксовано, що поселення біля замку налічувало 100 вогнищ. На початку Першої османсько - венеційської війни 1463 р. він був  захоплений венеційцями, але потім його відбити османи у 1467 році.

## Архітектура
Зовнішній вигляд району замку - це трикутне плато розміром приблизно 50х30 метрів, оточене укріпленнями. На вершині - залишки двох резервуарів для дощової води, один з яких досі знаходиться у відносно хорошому стані. Він висотою 2 метри, шириною 3,40 метра та довжиною 8 метрів. Зазвичай такі цистерни в цитаделях також слугували основою для вежі. На північній стороні замку поза плато на вершині знаходиться третій резервувар. Згідно з дослідженнями архітектора та археолога Костянтиноса Куреліса, а також інженера, дослідника грецьких замків Маноліса Папатанасіо з решти поселення майже нічого не збереглося, тільки каміння. Частина замку впала на круту скелю на сході. У двох-трьох місцях деяке каміння можна визначити залишками будівель, тоді як за межами замку на південній стороні є великі руїни, які є вежою, розташованою за межами замку, проте, яка перебувала під його захистом. Тут також знайдено руїни чотирьох церков.